# Моја генерација Z
Моја генерација Z је српска тинејџерска ТВ серија у продукцији Оригинал филма за РТС из 2019. године. Серија је снимана у Спортској гимназији на Дорћолу.

## Радња
Серија говори о онима који су наследили чувене „миленијалце“ (генерација „Y“) или генерацији „Z“, односно о матурантима једне београдске гимназије (рођеним 2000-е, у години змаја по кинеској астрологији).
У серијалу о одрастању, традиционално једном од најпопуларнијих поджанрова на овим просторима, пратимо јунаке из два разреда (из црвене и плаве смене) у првим данима нове школске године у којој ће донети важне животне одлуке. Драмски заплети, оплемењени хумором и музиком говоре о дилемама и проблемима али и радостима у животу младих у Србији, њиховим родитељима и професорима.

## Улоге
| Глумац                   | Улога           |
| ------------------------ | --------------- |
| Јована Миловановић       | Бојана          |
| Никола Станковић         | Михајло         |
| Немања Рафаиловић        | Васо            |
| Катарина Живковић        | Адријана        |
| Јана Милосављевић        | Каћа            |
| Предраг Васић            | Коска           |
| Кристијан Марковић       | Борко           |
| Матеа Милосављевић       | Матеа           |
| Милан Зарић              | Милан           |
| Ненад Петровић           | Бојан           |
| Исидора Грађанин         | Деана           |
| Никола Малбаша           | Дарко           |
| Кристина Јевтовић        | Ивана           |
| Сава Стојановић          | Срђан           |
| Стефан Вукић             | Стефан          |
| Вања Јовановић           | Марија          |
| Ивана Аџић               | Мина            |
| Небојша Рако             | Гроф            |
| Ана Мандић               | Ана Кнежевић    |
| Милица Зарић             | Љиљана          |
| Слободан Бештић          | Зоран           |
| Милош Влалукин           | Ранко           |
| Катарина Жутић           | Вида            |
| Предраг Бјелац           | Фобос           |
| Дарко Томовић            | Милутин         |
| Владан Дујовић           | Јоца фашиста    |
| Ненад Ћирић              | Директор        |
| Александар Ђурица        | Станко          |
| Вања Милачић             | Даница          |
| Ивана Шћепановић         | Сања            |
| Данијела Угреновић       | Светлана        |
| Лора Бркић               | Сестра          |
| Јана Продановић          | Сестра          |
| Даница Радуловић         | Гоца            |
| Дејан Карлечик           | Возач           |
| Петар Стругар            | Лично           |
| Лука Пиљагић             | Професор        |
| Александар Ристановић    | Игор            |
| Невена Рудинац           | Наташа          |
| Милица Буразер           | Тамара          |
| Тамара Радовановић       | Јована          |
| Стефан Јевтовић          | Урош            |
| Урош Миливојевић         | Марко           |
| Марија Опсеница          | Старија госпођа |
| Марко Ристојевић         | Баја            |
| Стефан Ковачевић         | Довла           |
| Иван Иванов              | Деки            |
| Игор Живковић            | Лари            |
| Весна Добрић             | Секретарица     |
| Угљеша Спасојевић        | Матија          |
| Предраг Грујић           | Жуле            |
| Љубомир Ристић           | Главни          |
| Душан Живанић            | Скаут           |
| Миливој Борља            | Петар           |
| Горан Радојичић          | Ковачевић       |
| Јовица Гиговић           | Ђулијан         |
| Слободан Савић           | Марфи           |
| Мина Милићевић           | Ивана           |
| Јадранка Нанић Јовановић | Докторка        |
| Јанко Цекић              | Возач           |
| Немања Аћимовић          | Акима           |
| Нинослав Филиповић       | Ниноџима        |